# Metapogonia kaszabi
Metapogonia kaszabi är en skalbaggsart som beskrevs av Frey 1974. Metapogonia kaszabi ingår i släktet Metapogonia och familjen Melolonthidae. Inga underarter finns listade i Catalogue of Life.